# Claudio Michelotto
Claudio Michelotto   (Trento, 31 d'octubre de 1942 - 27 de maig de 2025) va ser un ciclista italià, que fou professional entre 1966 i 1973. En el seu palmarès destaca una victòria al Giro d'Itàlia de 1969, edició que finalitzà en segona posició rere Felice Gimondi i en què també guanyà la classificació del Gran Premi de la Muntanya. El 1968 havia guanyat la general de la Tirrena-Adriàtica.

## Palmarès
- 1968
  - 1r a la Tirrena-Adriàtica
  - 1r a la Copa Agostoni
- 1969
  - 1r al Trofeu Laigueglia
  - 1r al Giro de Sardenya
  - 1r a la Milà-Torí
  - Vencedor d'una etapa al Giro d'Itàlia i  1r del Gran Premi de la Muntanya
- 1971
  - 1r al Giro de Campania
- 1972
  - Vencedor d'una etapa de la Volta a Suïssa

### Resultats al Giro d'Itàlia
- 1967. 26è de la classificació general
- 1968. 25è de la classificació general
- 1969. 2n de la classificació general. Vencedor d'una etapa.  1r del Gran Premi de la Muntanya
- 1970. 31è de la classificació general
- 1971. Abandona (19a etapa).  Porta el mallot rosa durant 10 etapes
- 1972. 62è de la classificació general
- 1973. 56è de la classificació general

### Resultats al Tour de França
- 1967. 61è de la classificació general
- 1970. Abandona (9a etapa)
- 1971. Abandona (10a etapa)

### Resultats a la Volta a Espanya
- 1969. 43è de la classificació general
- 1972. 48è de la classificació general